# Mètode de desenvolupament de sistemes dinàmics

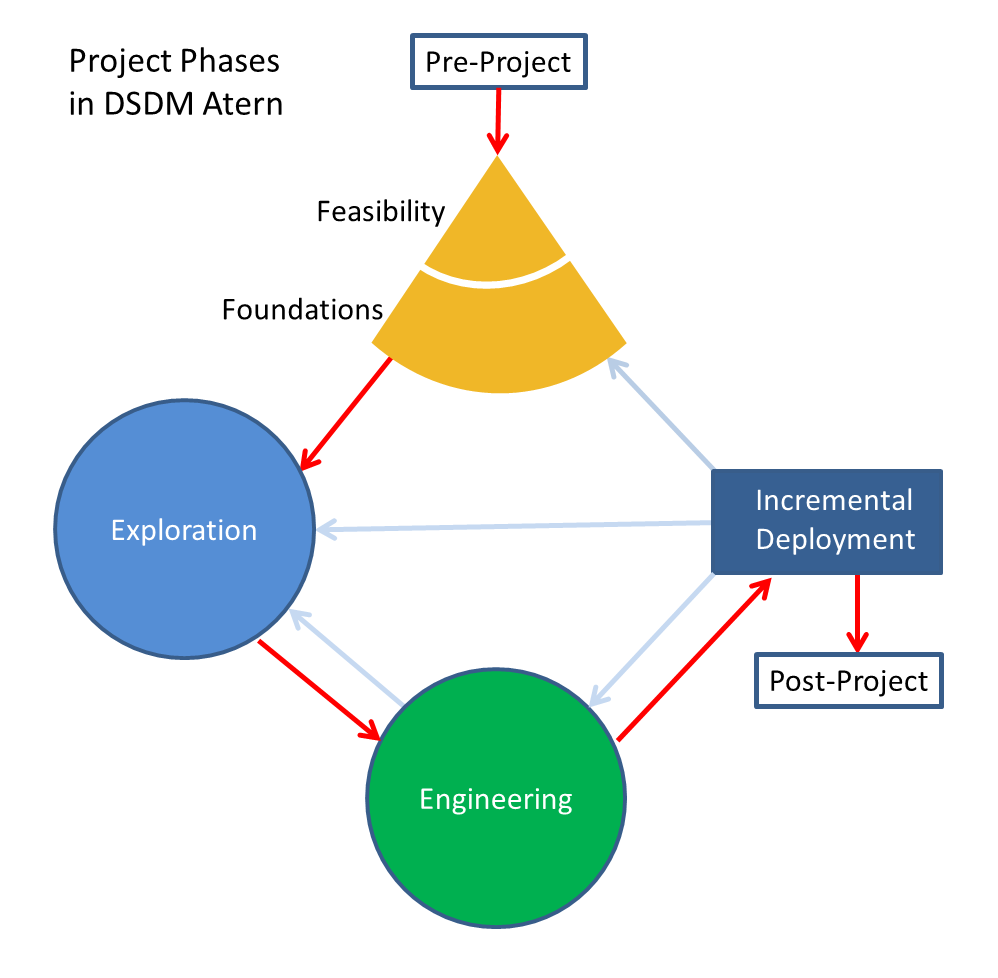
Model del mètode de gestió de projectes DSDM

El mètode de desenvolupament de sistemes dinàmics (DSDM) és un marc de lliurament de projectes àgil, utilitzat inicialment com a mètode de desenvolupament de programari. Llançat per primera vegada el 1994, DSDM originalment va intentar proporcionar una certa disciplina al mètode de desenvolupament ràpid d'aplicacions (RAD). En versions posteriors, el marc de projecte àgil DSDM es va revisar i es va convertir en un enfocament genèric per a la gestió de projectes i el lliurament de solucions en lloc de centrar-se específicament en el desenvolupament de programari i la creació de codi. i es podria utilitzar per a projectes que no siguin informàtics. El marc de projectes àgils de DSDM cobreix una àmplia gamma d'activitats durant tot el cicle de vida del projecte i inclou bases sòlides i governança, que el diferencien d'altres mètodes àgils. El DSDM Agile Project Framework és un enfocament iteratiu i incremental que inclou els principis del desenvolupament àgil, inclosa la implicació contínua dels usuaris/clients.
DSDM fixa el cost, la qualitat i el temps des del principi i utilitza la priorització de l'abast de MoSCoW en els requisits, les necessitats, les possibilitats i les necessitats per ajustar el lliurament del projecte per complir amb la limitació de temps indicada. DSDM és un dels diversos mètodes àgils per desenvolupar solucions de programari i no informàtics, i forma part de l'Agile Alliance.
El 2014, DSDM va llançar l'última versió del mètode al 'DSDM Agile Project Framework'. Al mateix temps, el nou manual DSDM reconeixia la necessitat d'operar al costat d'altres marcs per a la prestació de serveis (especialment ITIL) PRINCE2, Managing Successful Programmes i PMI. La versió anterior (DSDM 4.2) només contenia una guia sobre com utilitzar DSDM amb una programació extrema.

## Història
A principis de la dècada de 1990, el desenvolupament ràpid d'aplicacions (RAD) s'estava estenent per la indústria de les TI. Les interfícies d'usuari per a les aplicacions de programari estaven passant de les antigues pantalles verdes a les interfícies gràfiques d'usuari que s'utilitzen avui dia. Les noves eines de desenvolupament d'aplicacions estaven sortint al mercat, com ara PowerBuilder. Això va permetre als desenvolupadors compartir les solucions proposades amb molta més facilitat amb els seus clients: la creació de prototips es va convertir en una realitat i les frustracions dels mètodes de desenvolupament clàssics i seqüencials (cascada) es van poder deixar de banda.
Tanmateix, el moviment RAD estava molt desestructurat: no hi havia una definició consensuada d'un procés adequat i moltes organitzacions van plantejar la seva pròpia definició i enfocament. Moltes grans corporacions estaven molt interessades en les possibilitats, però també els preocupava que no perdessin el nivell de qualitat en els lliuraments finals que el desenvolupament de flux lliure podria donar lloc.
El Consorci DSDM va ser fundat l'any 1994 per una associació de venedors i experts en el camp de l'enginyeria de programari i va ser creat amb l'objectiu de "desenvolupar i promoure conjuntament un marc RAD independent" combinant les seves experiències de millors pràctiques. Els orígens van ser un esdeveniment organitzat pel Butler Group a Londres. La gent d'aquesta reunió va treballar per a organitzacions de primer nivell com British Airways, American Express, Oracle i Logica (altres empreses com Data Sciences i Allied Domecq han estat absorbides per altres organitzacions).
El juliol de 2006, DSDM Public Version 4.2 es va posar a disposició de les persones per veure-la i utilitzar-la; no obstant això, qualsevol persona que revengui DSDM ha de ser membre del consorci sense ànim de lucre.
El 2014, el manual DSDM es va posar a disposició en línia i pública. A més, es poden descarregar plantilles per a DSDM.
A l'octubre de 2016, el Consorci DSDM es va reanomenar Agile Business Consortium (ABC). L'Agile Business Consortium és una organització sense ànim de lucre independent del proveïdor que posseeix i administra el marc DSDM.

## Descripció
DSDM és un enfocament independent del venedor que reconeix que més projectes fracassen per problemes de persones que per tecnologia. L'objectiu de DSDM és ajudar les persones a treballar junts de manera eficaç per assolir els objectius empresarials. DSDM també és independent de les eines i tècniques que permeten utilitzar-lo en qualsevol entorn empresarial i tècnic sense vincular el negoci a un proveïdor en particular.

### Principis
Hi ha vuit principis que sustenten el DSDM. Aquests principis dirigeixen l'equip en l'actitud que ha d'adoptar i la mentalitat que ha d'adoptar per oferir-los de manera coherent.
1. Centra't en la necessitat empresarial
2. Entrega a temps
3. Col·laborar
4. Mai comprometeu la qualitat
5. Construir gradualment a partir de bases sòlides
6. Desenvolupar iterativament
7. Comunicar-se de manera contínua i clara
8. Demostrar control

### Tècniques bàsiques
- Timeboxing: és l'enfocament per completar el projecte de manera incremental desglossant-lo en dividir el projecte en porcions, cadascuna amb un pressupost fix i una data de lliurament. Per a cada part es prioritzen i es seleccionen una sèrie de requisits. Com que el temps i el pressupost són fixos, les úniques variables restants són els requisits. Així, si un projecte s'està quedant sense temps o diners, s'ometen els requisits amb la prioritat més baixa. Això no vol dir que s'entrega un producte sense acabar, a causa del principi de Pareto que el 80% del projecte prové del 20% dels requisits del sistema, de manera que sempre que el 20% dels requisits més importants s'implementen al sistema, el sistema per tant satisfà les necessitats del negoci i que cap sistema es construeixi perfectament en el primer intent.
- MoSCoW: és una tècnica per prioritzar elements o requisits de treball. És un acrònim que significa:
  - Ha de tenir
  - Hauria de tenir
  - Podria tenir
  - No tindrà

- Prototipatge: fa referència a la creació de prototips del sistema en desenvolupament en una fase inicial del projecte. Permet el descobriment precoç de les deficiències del sistema i permet als futurs usuaris "provar" el sistema. D'aquesta manera s'aconsegueix una bona implicació dels usuaris, un dels factors clau d'èxit de DSDM, o de qualsevol projecte de desenvolupament de sistemes.
- Proves: ajuda a garantir una solució de bona qualitat, DSDM defensa la prova al llarg de cada iteració. Com que DSDM és un mètode independent de l'eina i la tècnica, l'equip del projecte és lliure d'escollir el seu propi mètode de gestió de proves.
- Taller: reuneix les parts interessades del projecte per discutir els requisits, les funcionalitats i la comprensió mútua.
- Modelatge: ajuda a visualitzar un domini empresarial i millorar-ne la comprensió. Produeix una representació esquemàtica d'aspectes concrets del sistema o àrea de negoci que s'està desenvolupant.
- Gestió de la configuració: amb diversos lliurables en desenvolupament al mateix temps i lliurats de manera incremental al final de cada interval de temps, els lliurables s'han de gestionar bé fins a la finalització.